# Smithsonian Institution
La Smithsonian Institution és una institució educativa i investigadora amb un complex de museus, gestionada i finançada pel Govern dels Estats Units, per fons de les seves fundacions i pels beneficis de les seves botigues i la seva revista. La majoria de les seves instal·lacions es troben a Washington DC, però els seus dinou museus, el seu zoològic i els seus vuit centres d'investigació són a Nova York, Virgínia, Panamà i altres indrets. Té més de 136 milions d'objectes en les seves col·leccions.

## Història
L'Institut Smithsonian va ser fundat per l'"augment i difusió" del coneixement amb fons llegats als Estats Units pel científic britànic James Smithson (1765-1829), qui tot i això mai va visitar els Estats Units. En el testament de Smithson constava que, en cas de morir el seu nebot Henry James Hungerford sense hereus, el patrimoni de Smithson passaria a ser propietat dels Estats Units per a la creació d'una "fundació per a l'augment i difusió del coneixement entre els homes". Després que aquest nebot morís sense hereus el 1835, el president Andrew Jackson va informar el Congrés d'aquest llegat, que ascendia a 104.960 sobirans d'or, o 500.000 dòlars nord-americans (equivalent a 10.100.997 $ del 2008). Després d'un acalorat debat sobre si el Govern Federal tenia autoritat per acceptar aquest regal, el Congrés va acceptar l'herència llegada a la nació i es va comprometre a invertir-la en un fons de caritat.
Vuit anys després, el Congrés va aprovar l'acta que constituïa l'Institut Smithsonian, un híbrid entre associació pública i privada, convertint-se en llei el 10 d'agost de 1846 amb la signatura del President James Polk. El projecte de llei va ser redactat pel congressista  demòcrata per Indiana Robert Dale Owen, socialista i fill de Robert Owen, pare del cooperativisme.
Les arquitectura de l'edifici principal de l'Institut Smithsonian al National Mall ha fet que aquest sigui col·loquialment conegut com El Castell. Va ser construït per l'arquitecte James Renwick Jr i acabat el 1855. Molts dels altres edificis de la Institució són fites històriques i arquitectòniques. El filantrop de Detroit Charles Lang Freer va donar la seva col·lecció privada a la galeria a més de fons per construir el museu, constituint una de les donacions més importants que el Smithsonian rebia d'un particular.
Malgrat que el primer secretari del Smithsonian, Joseph Henry, va voler fer de la institució un centre per a la investigació científica, aviat es va convertir en dipositària de diverses col·leccions governamentals. L'expedició que l'armada dels Estats Units va realitzar circumnavegant el globus entre 1838 i 1842 va acumular milers d'espècimens d'animals, un herbari de 50.000 exemplars, conquilles, minerals, aus tropicals, mostres d'aigua de mar i peces etnogràfiques procedents del Pacífic Sud. Tots aquests elements van passar a formar part de la col·lecció del Smithsonian, així com els procedents de les exploracions militars i civils realitzades en l'oest americà, entre les quals, l'exploració de la frontera amb Mèxic i les de la línia de ferrocarril del Pacífic, que van reunir objectes dels Nadius Americans i espècimens d'estudi de Ciències Naturals.

## En la cultura popular
Entre altres anècdotes relacionades amb la institució, figura la nominació en el seu honor de l'asteroide 3773 Smithsonian, descobert el 1984. L'any 2009 l'Institut Smithsonian concedir el dret d'usar el seu nom a tercers per primera vegada en la seva història, en la pel·lícula d'aventures Una nit al museu 2: la batalla del Smithsonian.
Els protagonistes de la sèrie televisiva "Bones" treballen a l'Institut Jeffersonian, una institució inexistent, que es basa en l'Smithsonian (ubicació, característiques, personal, etc.).

## Administració
L'Institut Smithsonian ha estat establert com un instrument fideïcomís per llei del Congrés dels Estats Units, i és funcional i legalment un organisme del Govern Federal dels Estats Units. Més de dos terços dels prop de 6.300 llocs de treball del Smithsonian són empleats del govern. L'Institut està representat per advocats del Departament de Justícia dels Estats Units en cas de judici, els costos anirien a càrrec de la tresoreria federal.
La legislació per la qual es crea l'Institut Smithsonian (aprovada pel Congrés el 10 d'agost de 1846) advoca per la creació d'una Junta de Govern que governi i administri l'organisme. Aquesta junta, de 17 membres, es reuneix almenys quatre vegades l'any i inclou com a membres ex officio al  President de la Cort Suprema i al Vicepresident dels Estats Units, als quals se sumen tres senadors elegits pel president del Senat, tres membres de la  Cambra de Representants elegits pel seu president i nou ciutadans proposats per la Junta i aprovats pel Congrés. Els membres que són diputats o senadors mantenen el seu lloc fins que finalitzi el seu període legislatiu, mentre que els ciutadans poden complir com a màxim dos mandats de sis anys cadascun. El cap nominal de la institució és el rector (Chancellor), càrrec que tradicionalment ha exercit el President de la Cort Suprema. Al setembre de 2007, la Junta va crear el càrrec de President de la Junta de Govern ocupat actualment per Patricia Q. Stonesifer.
El director executiu del Smithsonian és el secretari, nomenat per la Junta de Govern. El titular d'aquest càrrec, que també serveix de secretari de la Junta sense vot, té el privilegi de prendre la paraula en compareixença davant del  Senat.

## Museus

### Washington, D.C.

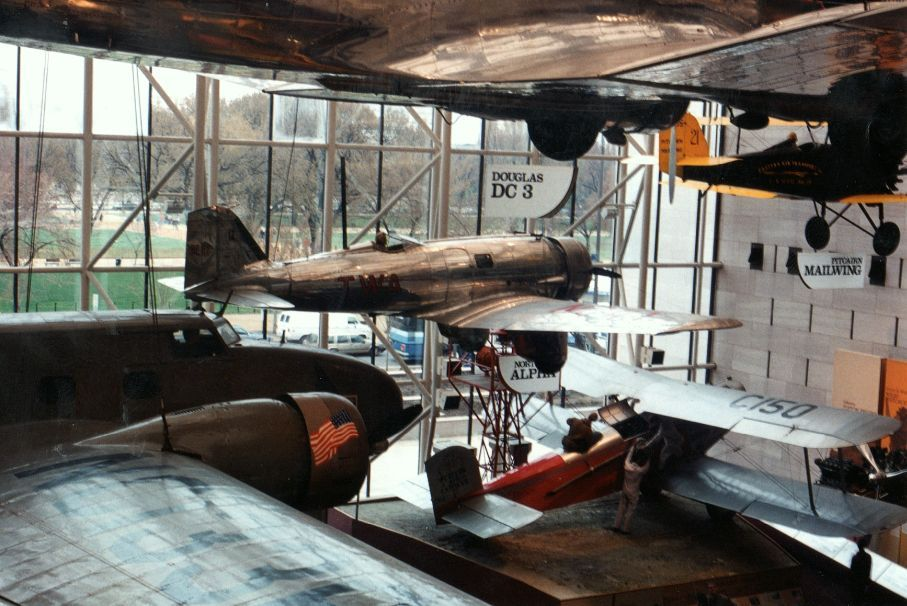
Museu Nacional de l'Aire i l'Espai, Washington DC

- Museu de la Comunitat d'Anacostia. Centrat en la cultura i història afroamericana.
- Galeria Arthur M. Sackler. Museu d'art asiàtic, és un espai subterrani darrere del  Castell Smithsonian.
- Edifici de les Arts i la Indústria.
- Galeria Freer, dedicat a l'art d'Àsia oriental.
- Museu Hirshhorn i Jardí d'Escultures, d'art contemporani i  modern.
- Museu Nacional de l'Aire i l'Espai, en aeronàutica.
- Museu Nacional d'Art i Cultura Afroamericana, que s'espera començar a construir el 2012.
- Museu Nacional d'Art Africà, que conté objectes de la cultura africana.
- Museu Nacional d'Història Nord-americana.
- Museu Nacional dels Indis Americans, amb molts components de les cultures dels indis americans procedents de la col·lecció de la Fundació Heye.
- Museu Nacional d'Història Natural.
- Galeria Nacional de Retrats
- Museu Nacional Postal, que conté exposicions interactives sobre la història del Servei Postal dels Estats Units i una àmplia col·lecció de segell s.
- Centre S. Dillon Ripley, que conté les seus dels associats a la institució.
- Smithsonian American Art Museum, museu d'art nord-americà i centre de conservació.
- Castell de la Institució Smithsonian, on es localitzen les oficines administratives de l'Institut.
- Parc Zoològic Nacional del Smithsonian.
- La  Galeria Nacional d'Art està afiliada al Smithsonian, però es gestiona independentment.

### Nova York
- Museu Nacional de Disseny Cooper-Hewitt, dedicat a la història del disseny i al disseny contemporani, és l'únic museu dels Estats Units dedicat únicament a aquesta temàtica.
- El Centre George Gustav Heye, sucursal i precursor del Museu Nacional dels Indis Americans.

### Chantilly, Virgínia
- Centre Steven F. Udvar-Hazy, extensió del  Museu Nacional de l'Aire i l'Espai al costat de l'Aeroport Internacional Washington-Dulles.

### Leesburg, Virgínia
- Smithsonian Naturalist Center

A més, hi ha 156 museus associats a l'Institut Smithsonian.

## Centres de recerca
La següent llista enumera els centres de recerca amb seu museu associat entre parèntesis:
- Arxius d'Art Americà, a Washington DC i Nova York.
- Observatori Astrofísic del Smithsonian i el seu associat el Harvard-Smithsonian Center for Astrophysics.
- Estació Marina de Carrie-Bow (Museu Nacional d'Història Natural), per a l'estudi dels esculls de coral del Mar Carib.
- Centre per al Folklore i el Patrimoni Cultural.
- Centre de Recerca Smithsonian del Medi Ambient.
- Centre d'Estudis Planetaris i de la Terra ( Museu Nacional de l'Aire i l'Espai)
- Centre de Conservació i Investigació (Parc Zoològic Nacional del Smithsonian)
- Estació Marina a Fort Pierce (Museu Nacional d'Història Natural)
- Centre d'Aus Migratòries (Parc Zoològic Nacional del Smithsonian)
- Institut de Conservació de Museus.
- Institut Smithsonian d'Estudis Tropicals.
- Centre Internacional per Acadèmics Woodrow Wilson
- Biblioteques de l'Institut Smithsonian.